# Farid Sar-Sar
Farid Danilo Sar Sar Cairo (San Martin, Argentina; 8 de julio de 1999) es un futbolista argentino. Juega de defensa central y su equipo actual es el Chattanooga FC de la MLS Next Pro.

## Trayectoria
Nacido en Mendoza y radicado en los Estados Unidos, Sar Sar jugó fútbol universitario en los Nova Southeastern Sharks de la Nova Southeastern University entre 2021 y 2022. En su país, formó parte de las inferiores del Gimnasia y Esgrima de Mendoza.
En marzo de 2023, Sar Sar firmó su primer contrato en el Inter de Miami II de la MLS Next Pro.
En enero de 2024, firmó en el Chattanooga FC.

## Estadísticas
Actualizado al último partido disputado el 23 de marzo de 2024.
| Club                          | Div.          | Temporada     | Liga  | Liga  | Copas nacionales | Copas nacionales | Copas internacionales | Copas internacionales | Total | Total |
| Club                          | Div.          | Temporada     | Part. | Goles | Part.            | Goles            | Part.                 | Goles                 | Part. | Goles |
| ----------------------------- | ------------- | ------------- | ----- | ----- | ---------------- | ---------------- | --------------------- | --------------------- | ----- | ----- |
| Inter Miami II Estados Unidos | 3.ª           | 2023          | 25    | 1     | —                | —                | —                     | —                     | 25    | 1     |
| Inter Miami II Estados Unidos | Total club    | Total club    | 25    | 1     | 0                | 0                | 0                     | 0                     | 25    | 1     |
| Chattanooga FC Estados Unidos | 3.ª           | 2024          | 1     | 0     | 1                | 0                | —                     | —                     | 2     | 0     |
| Chattanooga FC Estados Unidos | Total club    | Total club    | 1     | 0     | 1                | 0                | 0                     | 0                     | 2     | 0     |
| Total carrera                 | Total carrera | Total carrera | 26    | 1     | 1                | 0                | 0                     | 0                     | 27    | 1     |